# Božidar Opara
Božidar Opara, slovenski defektolog, * 26. maj 1940, Dolenja Nemška vas.
- Je docent Oddelka za edukacijske vede Univerze na Primorskem za področje pedagogike otrok z motnjami v razvoju, kakor tudi učitelj tutor za spremljanje in podporo študentom s posebnimi potrebami. Strokovna področja, ki jih raziskuje in poučuje:
- Metode dela z otroki z znižanimi učnimi sposobnostmi in učnimi težavami;
- Individualizacija vzgoje in izobraževanja.

Opara je avtor monografije Dodatna strokovna pomoč in prilagoditve za otroke s posebnimi potrebami.
Božidar Opara je predsednik Strokovnega sveta RS za splošno izobraževanje in predsednik Komisije za usmerjanje oseb s posebnimi potrebami pri Ministrtstvu za izobraževanje, znanost in šport Repubike Slovenije.

## Odlikovanja in nagrade
Leta 1998 je prejel častni znak svobode Republike Slovenije z naslednjo utemeljitvijo: »za zasluge pri razvoju defektološke stroke pri nas in za delo z osebami s posebnimi potrebami«.